# Berlin-Kolleg
Das Berlin-Kolleg (vollständige Eigenbezeichnung: BERLIN KOLLEG – Institut zur Erlangung der Hochschulreife) ist eine staatliche Tagesschule des zweiten Bildungswegs im Berliner Ortsteil Moabit, an der Erwachsene mit Berufserfahrung das Abitur, die Fachhochschulreife sowie den mittleren Bildungsabschluss erlangen können. Das Institut besteht seit 1960 und ist berlinweit das älteste und größte seiner Art.

## Geschichte
Das Berlin-Kolleg wurde am 1. April 1960 als Sonderlehrgang zum Erwerb der Hochschulreife in Berlin gegründet. Während in den ersten Jahren die rechtliche Reglementierung zur Unterrichtsgestaltung und zum Selbstverständnis solcher Institute fehlte, folgte im Juli 1965 mit der Vereinbarung über die Institute zur Erlangung der Hochschulreife der erste regulierende Senatsbeschluss. Nachdem erste Gespräche bereits im Oktober des Vorjahres stattfanden, genehmigte Carl-Heinz Evers, der damalige West-Berliner Schulsenator, am 25. Oktober 1968 die angestrebte Reform des Berlin-Kollegs. Mit der Reform erhielten die Teilnehmenden der Jahrgänge Freiheiten und Rechte oberhalb der damaligen Norm. Nach dem Rücktritt des Schulsenators am 4. März 1970 ernannte man Gerd Löffler zum Nachfolger. Zwei – ihn einbeziehende – Gesamtkonferenzen zum Erhalt der Reform des Berlin-Kollegs wurden am 21. Juni und 29. Juni 1971 erfolglos beendet. Im August desselben Jahres trat eine neue Stipendienregelung in Kraft, die eine elternunabhängige Förderung nach dem neugeschaffenen Bundesausbildungsförderungsgesetz (BAföG) ermöglichte, 1976 setzte eine eigene Schulaufsicht für den zweiten Bildungsweg ein. Am 21. Juni 1979 beschloss die Kultusministerkonferenz die Vereinbarung über die Neugestaltung der Kollegs und schränkte damit den Handlungs- und Gestaltungsrahmen des zweiten Bildungsweges ein. Im Februar 1981 fand das erste dieser Vereinbarung folgende Semester statt, die Reform des Berlin-Kollegs lief 1983 aus.
1995 kam es zu einem Standortwechsel.
Im Jahr 2002 wurde im Rahmen der Senatshaushaltsberatungen ein kostenbedingter Standortwechsel beschlossen, die neuen Räumlichkeiten sollten im Vergleich zum Standort in der Lützowstraße etwa 1,5 Millionen Euro einsparen. Nach langen Sanierungszeiten zog das Berlin-Kolleg 2006 in das Gebäude der ehemaligen Fontane-Schule in der Turmstraße 75. Der Gebäudekomplex in der Turmstraße und der Zwinglistraße ist ein gelistetes Baudenkmal.
Im Zuge eines im Vorfeld initiierten Medienkonzeptes konnte das Berlin-Kolleg ab November 2011 dem Senatsprojekt Berlin wird kreidefrei beitreten. Seit dem 1. Mai 2012 gehören nur noch vereinzelte Räume des Vorderhauses der Turmstraße 75 zum Berlin-Kolleg.
Seit März 2019 gehört das Berlin-Kolleg als Partnerorganisation zum vom LSVD organisierten Bündnis gegen Homophobie.
2020 stand im Fokus des 60-jährigen Bestehens des Berlin-Kollegs. Entsprechend veröffentlichte die Redaktion des Ergänzungskurses Journalistisches Schreiben ein Sondermagazin mit historischen Informationen und Interviews.
Als Zeichen für den erfolgreichen Ausbau der digitalen Infrastruktur erhielt das Berlin-Kolleg am 30. September 2021 das Siegel Exzellente Digitale Schule vom Bündnis für Bildung. Zu den Unterzeichnerinnen und Unterzeichnern des Siegels gehörte die damalige Senatorin für Bildung, Jugend und Familie des Landes Berlin Sandra Scheeres.
Seit September 2024 bietet das Berlin-Kolleg einen größtenteils online-basierten Abitur-Lehrgang namens ABITUR ONLINE mit auf zwei Tage pro Woche beschränkten Präsenzphasen an.

## Schulform

### Abschlüsse
Man kann folgende Schulabschlüsse erlangen:
- in der Einführungsphase: den mittleren Schulabschluss (MSA).
- in der Qualifikationsphase: den schulischen Teil der Fachhochschulreife als auch die allgemeine Hochschulreife (Abitur).

Notwendige Voraussetzungen für den Besuch dieser Bildungsgänge können auch in Kursen der Volkshochschulen erworben werden.

### Aufnahmevoraussetzungen
Wer eine Aufnahme an einer Schule des zweiten Bildungsweges zur Erlangung der allgemeinen Hochschulreife des Landes Berlin anstrebt, muss folgende Voraussetzungen erfüllen:
- Mindestalter: 18 Jahre
- Abgeschlossene Berufsausbildung – oder – Nachweis einer mindestens zweijährigen Berufstätigkeit (Führung eines Familienhaushaltes mit mindestens einer erziehungs- oder pflegebedürftigen Person, Wehr- und Zivildienstzeiten, nachgewiesene Arbeitslosigkeit können angerechnet werden).
- Mindestens der Hauptschulabschluss, die Berufsbildungsreife (BBR) oder eine gleichwertige Schulausbildung muss vorhanden sein

## Schullaufbahn

### Vorkurs
Teilnehmende ohne Mittleren Bildungsabschluss oder oberhalb des dreißigsten Lebensjahres müssen einen halbjährigen Vorkurs besuchen. Der Vorkurs vermittelt Grundkenntnisse sowie generelle Materialauffrischungen in den Fächern Mathematik, Englisch und Deutsch. Für Teilnehmende mit wenigen Vorkenntnissen kann zudem ein zusätzlicher Deutsch- als auch Englisch-Auffrischungskurs angeboten werden.
Für geflüchtete Teilnehmende werden Vorbereitungskurse angeboten.

### Einführungsphase
Die Einführungsphase vermittelt innerhalb eines Jahres die nötigen Voraussetzungen für den Übergang in die Qualifikationsphase. Wer bereits die Fachhochschulreife besitzt oder die gymnasiale Einführungsphase absolviert hat und Kenntnisse in zwei Fremdsprachen nachweisen kann, kann die Einführungsphase des Berlin-Kollegs nach einer persönlichen Beratung gegebenenfalls überspringen.
Wer noch nicht über den Mittleren Bildungsabschluss verfügt, erhält ihn nach dem erfolgreichen Abschluss der Einführungsphase.

### Qualifikationsphase
Die Qualifikationsphase stellt eine Vertiefung der Einführungsphase dar und setzt sich aus Leistungs- und Grundkursen zusammen. Die Leistungskurse vermitteln tiefergehende Kenntnisse, jedoch vermitteln die Grundkurse ebenso ein umfangreiches Wissen. Die Kombination der Fächer folgt dem Recht des Landes Berlin und erlaubt eine vielfältige individuelle Auswahl.

### Abschlüsse

#### Mittlerer Schulabschluss
Der Mittlere Schulabschluss wird nach dem erfolgreichen Bestehen der Einführungsphase automatisch vergeben. Eine gesonderte Prüfung wird nicht benötigt.

#### Fachhochschulabschluss
Die Fachhochschulreife setzt sich aus zwei Komponenten zusammen, die erste kann am Berlin-Kolleg erworben werden.
1. Der schulische Teil beinhaltet mindestens die ersten beiden – von vier – Semestern der Qualifikationsphase. Für die Teilnahme an der Qualifikationsphase ist die vorangegangene einjährige Einführungsphase im Regelfall voraussetzend. Unter bestimmten Voraussetzungen kann die Einführungsphase jedoch übersprungen werden. Zur Erlangung der Fachhochschulreife ist es notwendig in den Leistungskursen an zwei aufeinanderfolgenden Semestern auf eine Summe von 20 Punkten zu kommen. Deutsch, Mathematik, eine Fremdsprache und je ein gesellschafts- und naturwissenschaftliches Fach sind verpflichtend.
2. Die Voraussetzungen zur Erlangung des berufsbezogenen Teils können durch die Teilnahme an einem mindestens einjährigen Vollzeitpraktikum, einem Freiwilligendienst oder einer abgeschlossenen Ausbildung nachgewiesen werden. Wahlweise lassen sich Wehr- und Zivildienstzeiten sowie unter bestimmten Umständen angefangene aber nicht abgeschlossene Ausbildungen anrechnen. Eine nachträgliche Zuerkennung ist ohne weiteres möglich.

### Kosten und Fördermöglichkeiten
Der Besuch des Berlin-Kollegs ist kostenlos. Ab der Einführungsphase sind eingeschriebene Personen BAföG berechtigt. Teilnehmende, die das dreißigste Lebensjahr überschritten haben, müssen eine vorausgegangene Teilnahme des Vorkurses nachweisen.
Einige Stiftungen vergeben zusätzliche Stipendien an Kollegiaten und Kollegiatinnen, dazu gehören unter anderem:
- Hans-Böckler-Stiftung
- Schimmelpfennig-Stiftung
- IKAROS-Stipendium der Kreuzberger Kinderstiftung

## Angebot und Kollegsprogramm
Kollegiatinnen und Kollegiaten des Berlin-Kollegs können eine breite Auswahl an Kursfächern und Zusatzkursen wahrnehmen.

### Fächerkanon
| Fächer              | Vorkurs     | Einführungsphase | Qualifikationsphase      |
| ------------------- | ----------- | ---------------- | ------------------------ |
| Deutsch             | Pflichtfach | Pflichtfach      | Grund- und Leistungskurs |
| Mathematik          | Pflichtfach | Pflichtfach      | Grund- und Leistungskurs |
| Bildende Kunst      |             | Wahlfach         | Grund- und Leistungskurs |
| Darstellendes Spiel |             | Wahlfach         | Grund- und Leistungskurs |
| Politikwissenschaft |             | Pflichtfach      | Grund- und Leistungskurs |
| Geschichte          |             | Wahlfach         | Grund- und Leistungskurs |
| Psychologie         |             | Wahlfach         | Grund- und Leistungskurs |
| Sozialwissenschaft  |             | Wahlfach         | Grund- und Leistungskurs |
| Geographie          |             | Wahlfach         | Grundkurs                |
| Philosophie         |             | Wahlfach         | Grundkurs                |
| Musik               |             | Wahlfach         | Grund- und Leistungskurs |
| Physik              |             | Pflichtfach      | Grund- und Leistungskurs |
| Chemie              |             | Pflichtfach      | Grund- und Leistungskurs |
| Biologie            |             | Pflichtfach      | Grund- und Leistungskurs |
| Informatik          |             | Wahlfach         | Grundkurs                |

### Fremdsprachenauswahl
| Fächer      | Vorkurs     | Einführungsphase | Qualifikationsphase      |
| ----------- | ----------- | ---------------- | ------------------------ |
| Englisch    | Pflichtfach | Pflichtfach      | Grund- und Leistungskurs |
| Französisch |             | Wahlfach         | Grundkurs                |
| Latein      |             | Wahlfach         | Grundkurs                |
| Spanisch    |             | Wahlfach         | Grund- und Leistungskurs |

### 2-semestrige Grundkurse
| Zusatzkurs        | Vorkurs | Einführungsphase | Qualifikationsphase |
| ----------------- | ------- | ---------------- | ------------------- |
| Digitale Welten   |         |                  | wählbarer Grundkurs |
| Studium und Beruf |         |                  | wählbarer Grundkurs |

### 1-semestrige Ergänzungskurse
| Fächer          | Thema                                                                    | Angeboten in |
| --------------- | ------------------------------------------------------------------------ | ------------ |
| Deutsch         | Wissenschaftliches Schreiben                                             | Q1, Q2       |
| Deutsch         | Journalistisches Schreiben                                               | Q1, Q3       |
| Englisch        | (Post-)Apartheid South Africa                                            | Q2           |
| Englisch        | Advanced Reading                                                         | Q3           |
| Französisch     | Conversation/Traduction/Médiation                                        | Q3           |
| Spanisch        | Curso de gramática                                                       | Q3           |
| Spanisch        | Übungen zur Mediation                                                    | Q3           |
| Geschichte      | Ausgrenzung als identitätsstiftendes Merkmal in Geschichte und Gegenwart | Q2           |
| Bildende Kunst  | Aktzeichnen                                                              | Q2           |
| Bildende Kunst  | Fotografie                                                               | Q3           |
| Mathematik      | Beweisverfahren und komplexe Zahlen                                      | Q2           |
| Chemie/Biologie | Chemie im Kontext von Technik und Natur                                  | Q2           |

### Arbeitsgemeinschaften
| Angebot                 | Zeitraum         |
| ----------------------- | ---------------- |
| Queer Café              | wöchentlich      |
| Garten-AG               | wöchentlich      |
| Offene Turnhalle        | wöchentlich      |
| Rock- und Pop-Werkstatt | wöchentlich      |
| Tandem-Projekt          | individuell      |
| Politisches Kino        | variable Termine |
| Mediationsteam          | auf Abruf        |
| Film-AG                 | wöchentlich      |
| Aktien-AG               | wöchentlich      |

### Ehemals angebotene Fächer
| Fächer     | Vorkurs | Einführungsphase | Qualifikationsphase      |
| ---------- | ------- | ---------------- | ------------------------ |
| Pädagogik  |         | Wahlfach         | Grund- und Leistungskurs |
| Wirtschaft |         | Wahlfach         | Grund- und Leistungskurs |

### Beruf- und Studienvorbereitung
Das Berlin-Kolleg verfügt – in Kooperation mit Partnern wie der Bundesagentur für Arbeit – über diverse Beratungs- und Informationsangebote, die Kollegiatinnen und Kollegiaten in Anbetracht ihrer individuellen Laufbahnplanung unterstützend zur Seite stehen.

### Weitere Angebote
- digitale Infrastruktur
  - WLAN im gesamten Gebäude, sowie im Hofbereich
  - Interaktive Whiteboards in allen Unterrichtsräumen
  - breites eLearning-Angebot
- Bibliothek mit mehreren Computer-Arbeitsplätzen
- Mikroskopierraum für den Fachbereich-Biologie
- Kinosaal
- Greenscreen-Raum
- Schulgarten (AG) samt Teich, Wiese und Freiluft-Klassenraum
- regelmäßig stattfindende Exkursionen und Kursfahrten
- Lerncoaching
- psycho-soziale Beratungsmöglichkeiten
- diverse Zeitungen und Zeitschriften im Erdgeschoss

## Besonderheiten des Berlin-Kollegs

### Förderverein
Am Berlin-Kolleg existiert ein Förderverein, der seine Aufgabe darin sieht, das Schulleben am Berlin-Kolleg aktiv zu unterstützen und das Gemeinschaftsgefühl zu fördern.
Dieser Verein der Freunde und Förderer des Berlin-Kollegs gewährt auch kleinere zinsfreie Darlehen, wenn Kollegiaten kurzfristig in finanzielle Notlagen geraten sind und hierdurch der Schulbesuch gefährdet scheint – z. B. bei einem Wohnungswechsel, oder wenn Bafög-Zahlungen nicht rechtzeitig eintreffen.
Der Verein finanziert sich ausschließlich durch Spenden. Diese können von der Steuer abgesetzt werden, da der Verein gemeinnützig ist.

### Historisches Gebäude in der Turmstraße 75
Das Gebäude in der Turmstraße 75 wurde im Jahr 1875/1876 errichtet und beherbergte zunächst bis 1934 die 82. und 90. Gemeindeschule sowie einer städtischen Fortbildungsschule für Mädchen. Ab 1934 war es bis zur kriegsbedingten Zerstörung einige Jahre später das Gebäude einer gewerblichen Berufsschule für Jungen und eine hauswirtschaftliche Berufsschule.
Ab 1952 erfolgte der Wiederaufbau des Gebäudes. Nach dem erfolgreichen Wiederaufbau beheimatete das Gebäude mit der Elsa-Brändström-Schule bis 1982 erneut eine hauswirtschaftliche Berufsschule.
Bis 1982 wurde das Gebäude vielfältig im Rahmen der kulturellen Bereicherung verwendet, es gab unter anderem ein bezirkliches Kulturzentrum sowie Räumlichkeiten für die Volkshochschule.

### Auszeichnungen und Kooperationen
- Exzellente digitale Schule, Qualitätssiegel für digitale Infrastruktur,  30. September 2021
- Förderung im Rahmen des eEducation MasterPlans des Landes Berlin
  - Berlin wird kreidefrei, seit November 2011
- Bündnis gegen Homophobie (LSVD-Berlin Brandenburg), seit März 2019

## Bekannte Absolventinnen und Absolventen
- Nadja Benaissa, Sängerin bei No Angels
- Jack Strify (Andreas Eduard Hudec), Sänger der Band Cinema Bizarre
- Oliver Koletzki, Produzent und Musiker
- Joachim Polzer, Medienhistoriker, Verleger, Publizist und Festivalgründer. Mitbegründer der IMDb
- Dieter Nippert, CDU-Politiker, ehemals Mitglied des Berliner Abgeordnetenhauses
- Ulrike Neumann, SPD-Politikerin, ehemals Mitglied des Berliner Abgeordnetenhauses
- Wolfgang Bodenbender, SPD-Politiker, ehemals Staatssekretär im nordrhein-westfälischen Sozial- und Gesundheitsministerium
- Kathrin Mahler Walther, Soziologin und DDR-Bürgerrechtlerin
- Merve Lowien, Schriftstellerin und Verlegerin
- Manfred Scharrer, Historiker und freier Autor
- Rosa Reuthner, Althistorikerin